# 양재원
양재원(1966년 9월 30일~)은 대한민국의 배우이다. 서울예술대학 영화과를 졸업하였다.

## 학력
- 서울예술대학 영화과

## 출연작

### 드라마
- 1991년 KBS 《아스팔트 내 고향》
- 1992년 KBS 《내일은 사랑》 - 경영학과 조교 역
- 1993년 KBS 《시인을 위하여》
- 1995년 KBS 《목욕탕집 남자들》
- 1996년 KBS 《컬러 - 화이트, 그린》 - 방송국 담당자 역
- 1996년 KBS 《머나먼 나라》 - 형사 역
- 1996년 KBS 《신고합니다》 - 육군 제6보병사단장 부관 최상근 중위 역
- 1996년 KBS 《첫사랑》
- 1996년 KBS 《용의 눈물》 - 목은 이색의 제자 조의생 역 , 조영무의 수하장수 역
- 1997년 KBS 《폭풍 속으로》
- 1998년 KBS 《야망의 전설》
- 1998년 KBS 《왕과 비》 - 유수 역
- 1998년 KBS 《종이학》
- 1999년 KBS 《사랑하세요?》 - 형사 역
- 2000년 KBS 《꼭지》 - 납치범 역
- 2000년 KBS 《태조 왕건》 - 신라군 병사역, 범교스님 제자역, 보개 역
- 2000년 KBS 《천둥소리》 - 박충남 역
- 2001년 KBS 《명성황후》 - 일본군 장교 역
- 2001년 KBS 《비단향꽃무》
- 2001년 KBS 《인생은 아름다워》
- 2001년 KBS 《동양극장》
- 2002년 KBS 《제국의 아침》 - 지방장수 역
- 2002년 SBS 《야인시대》 - 이기붕 수행비서 역
- 2002년 KBS 《장희빈》 - 박준성 역
- 2003년 KBS 《무인시대》 - 한언국 역
- 2003년 KBS 《백만송이 장미》
- 2004년 KBS 《낭랑 18세》
- 2004년 KBS 《불멸의 이순신》 - 장산복 / 강봉사 역
- 2004년 KBS 《두번째 프러포즈》
- 2004년 KBS 《해신》
- 2005년 MBC 《제5공화국》 - 황적준 역(박종철 부검의)
- 2006년 SBS 《연개소문》 - 내호아 수하장수 역
- 2006년 KBS 《대조영》 - 수미산 역
- 2009년 KBS 《천추태후》
- 2010년 KBS 《웃어라 동해야》 - 방송국 담당자 역
- 2011년 KBS 《광개토태왕》 - 장공산 역
- 2012년 KBS 《각시탈》 - 배만성 역
- 2012년 KBS 《별도 달도 따줄께》 - 점장 역 (특별출연)
- 2014년 KBS 《정도전》 - 정득후 역
- 2015년 KBS 《그대가 꽃》 - 송해의 부친 역
- 2015년 KBS 《징비록》 - 김경로 역
- 2015년 KBS 《장사의 신 - 객주 2015》
- 2016년 KBS 《우리집 꿀단지》
- 2017년 KBS 《그 여자의 바다》 - 방 사장 역
- 2017년 KBS 《이름 없는 여자》
- 2017년 MBC 《도둑놈, 도둑님》
- 2020년 KBS 《암행어사: 조선비밀수사단》
- 2021년 KBS 《신사와 아가씨》 - 오피스텔 정태호 경비 역
- 2021년 KBS 《국가대표 와이프》
- 2022년 KBS 《태종 이방원》
- 2023년 KBS 《고려 거란 전쟁》- 거란(내관) (드라마)
- 202

5년 KBS 《독수리 5형제를 부탁해!》  